# Louis de Branges de Bourcia
Louis de Branges de Bourcia (Parigi, 21 agosto 1932) è un matematico statunitense naturalizzato francese.
Figlio di genitori statunitensi che vivevano a Parigi, con la madre e le sorelle si è trasferito negli USA nel 1941, a causa della seconda guerra mondiale. Ha studiato al MIT e si è laureato in matematica alla Cornell University. Attualmente vive negli USA, dove ricopre la cattedra di matematica "Edward C. Elliott" a Lafayette, presso la Purdue University. 
È un personaggio alquanto singolare e controverso, famoso per aver risolto la congettura di Bieberbach nel 1984, nota da allora come "teorema di de Branges". Ha anche annunciato nel 2002 di aver risolto l'Ipotesi di Riemann, tuttavia la sua dimostrazione conteneva alcuni errori. Nel 2004 ha pubblicato una nuova proposta di dimostrazione, aggiornandola ripetutamente, ma basandosi comunque sullo stesso tipo di idee. In uno degli articoli pubblicati sul suo sito, dal titolo "Apology for the Proof of the Riemann Hypothesis", de Branges sostiene di aver dimostrato anche l'ipotesi di Riemann generalizzata per le funzioni L di Dirichlet e di Hecke.. Sebbene finora nessuno abbia verificato la correttezza della dimostrazione dopo le modifiche apportate, anche le nuove versioni vengono comunemente ritenute sbagliate in quanto gli argomenti utilizzati sono ritenuti inadeguati ad attaccare il problema.